# Jaime Arturo Vázquez Aguilar
Jaime Arturo Vázquez Aguilar (7 de mayo de 1975) es un político mexicano, Licenciado en Ciencias Políticas y Administración Pública por la Universidad Iberoamericana y tiene estudios de Maestría en Políticas Públicas Comparadas; inició su carrera política como asesor de la delegada en Álvaro Obregón, Guadalupe Rivera Marín, de 1998 a 1999, ese año pasó a laborar en la subsecretaría de Desarrollo Político de la Secretaría de Gobernación siendo secretario particular del titular de dicha subsecretaría, César Camacho Quiroz, de 1999 a 2000, secretario particular del delgado del ISSSTE en el Estado de México de 2001 a 2002 y luego coordinador de investigación estratégica y posteriormente académico del Instituto de Capacitación y Desarrollo Político del PRI y de enero de 2007 a febrero de 2009 fue secretario particular del subsecretario de Educación Básica de la Secretaría de Educación Pública.
En 2009 fue elegido diputado federal plurinominal postulado por Nueva Alianza a la LXI Legislatura, en la cual se convirtió en secretario de la mesa directiva y presidente de la comisión de Impulso a la Calidad Educativa. El 23 de septiembre de 2010 renunció públicamente a la bancada de Nueva Alianza denunciando que había sido arbitrariamente desposeído de sus cargos en comisiones por haberse negado a solicitar licencia como diputado para permitir la protesta de su suplente, Sarbelio Augusto Molina Vélez.